# Tejas (processore)
Tejas è il nome in codice di un processore, mai arrivato sul mercato, il cui sviluppo fu portato avanti per diversi mesi da parte di Intel tra il 2003 e il 2004.

## La genesi di Tejas e i problemi incontrati
Quando Intel pianificò il passaggio ai 90 nm con le CPU Pentium 4 basate sul core Prescott, non si aspettava di certo tutti i problemi relativi al nuovo processo produttivo, tra cui l'elevata dissipazione termica. Tejas, nei piani originari, avrebbe dovuto essere il successore di Prescott per le CPU Pentium 4, atteso al debutto, prima nel corso del 2004, e poi posticipato di sei mesi fino al primo trimestre 2005, prima di essere completamente annullato per i troppi problemi emersi in fase di sviluppo.
A quel tempo Intel si stava ancora sforzando di dimostrare la longevità dell'architettura NetBurst alla base del Pentium 4, e Tejas, insieme alla sua controparte per i sistemi Xeon DP (biprocessore) Jayhawk, avrebbe dovuto costituire un ulteriore prolungamento di tale architettura.

## Caratteristiche tecniche

### Processo produttivo

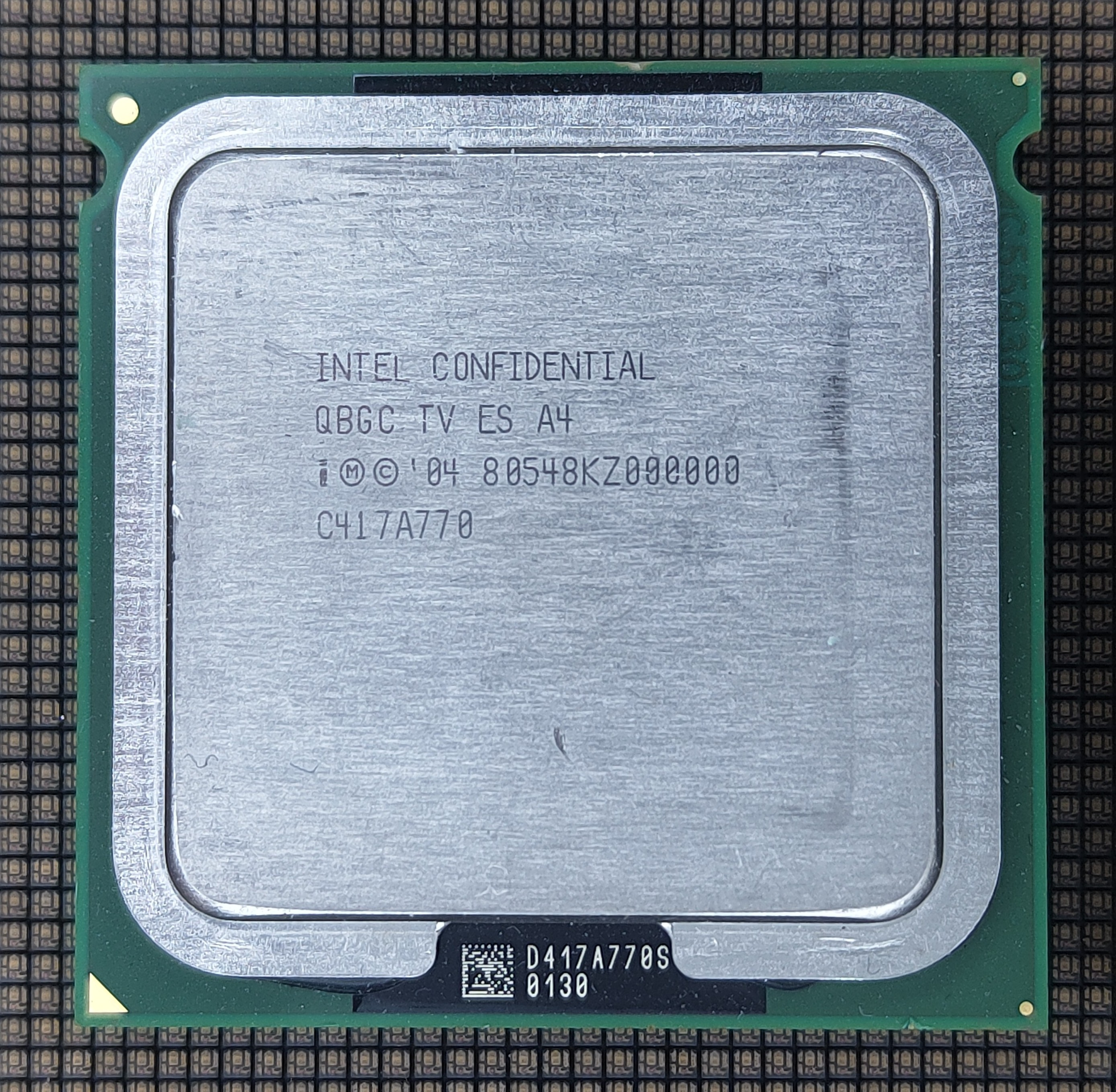
Un campione di ingegneria termica di una CPU Intel Jayhawk, con Sspec QBGC

Il design dei chip Tejas avrebbe dovuto apportare alcune migliorie qualitative e quantitative alle specifiche NetBurst, pur rimanendo compatibile con le piattaforme Prescott di ultima generazione cioè basate sul Socket T a 775 pin (chiamato poi appunto Socket 775). Inizialmente il processo costruttivo sarebbe stato quello, ormai tradizionale, a 90 nm (per una superficie di circa 120–140 mm²), ma ne era stata progettata anche una evoluzione a 65 nm (per una superficie di circa 80–100 mm²).
Le innovazioni di Tejas rispetto a Prescott dovevano riguardare un po' tutti gli aspetti della CPU, e tra questi, era previsto che la cache L1 venisse incrementata fino a 24 kB (nei Prescott erano 16 kB, mentre nei Northwood 8 kB), di cui 16 kB appartenenti alla µOps Trace Cache; la cache L2 inizialmente sarebbe rimasta quella da 1 MB utilizzata anche nel predecessore, ma poi sarebbe stata raddoppiata (e portata quindi a 2 MB) nella versione a 65 nm.
Per poter aumentare notevolmente il clock raggiungibile, anche la pipeline era stata riprogettata: se fino a Northwood essa era a 20 stadi, poi saliti a 31 con Prescott, in Tejas doveva esserne integrata una da 40-50 stadi (il numero esatto non si è mai saputo) e per controbilanciare la perdita di efficienza che una pipeline tanto lunga porta inevitabilmente con sé, sarebbe arrivato anche un più efficiente meccanismo di branch prediction.

### Tecnologie implementate
Come tutti i suoi predecessori, anche Tejas avrebbe integrato le MMX, SSE, SSE2 e SSE3. Così come Prescott aveva introdotto le SSE3 (originariamente conosciute come "Prescott New Instruction" (PNI)), anche Tejas doveva introdurre un nuovo set di istruzioni chiamato provvisoriamente Tejas New Instructions. Dato che le PNI sono poi diventate le SSE3, è possibile che le nuove TNI dovessero essere quelle che poi sono diventate le SSE4 (o almeno una loro versione embrionale), ma a questo proposito Intel non ha mai fatto dichiarazioni ufficiali e, sebbene plausibile, non ci sono prove certe di correlazione tra questo set di istruzioni e quello arrivato poi sul mercato tra il 2007 e il 2008 con i primi prodotti a 45 nm della casa, basati sui core Penryn, Yorkfield e Wolfdale.
Oltre al nuovo set di istruzioni anche la tecnologia Hyper-Threading sarebbe stata migliorata attraverso una nuova organizzazione in grado, forse, di gestire più di due thread in contemporanea. Quasi sicuramente vi sarebbe stato introdotto anche il supporto alle istruzioni EM64T per l'elaborazione di codice a 64 bit, ma non si hanno mai avuto conferme da parte di Intel in tal senso.

## I modelli originariamente annunciati
Nei primi annunci del febbraio 2003 relativi al predecessore di Tejas, Prescott, Intel prometteva che tale core sarebbe arrivato fino a 5,33 GHz, ed era proprio da qui che sarebbe partita la nuova "corsa ai GHz" di Tejas e, ovviamente, della sua controparte server Jayhawk. Ai tempi di questi annunci non era ancora noto che Prescott avrebbe portato con sé tutti quei problemi di eccessivo consumo di energia che dimostrò successivamente. Dopo i primi problemi rilevati con Prescott, le stime per la sua evoluzione vennero via via ridimensionate fino al valore massimo di 4,2 GHz come clock massimo. Tendenzialmente, Tejas e Jayhawk non avrebbero dovuto rappresentare solo un rapido incremento di performance, ma anche una possibile soluzione ai problemi di elevato consumo di energia dei precedenti processori Prescott e, forse proprio in forza di questa convinzione era stato annunciato, troppo frettolosamente, che le frequenze di introduzione sarebbero state di 4 GHz e 4,2 GHz, cioè le ultime previste per il core Prescott che invece è stato costretto a fermarsi addirittura prima della "soglia psicologica" dei 4 GHz, cioè a 3,8 GHz.
Prima che venissero rilevati i problemi di Prescott, e quindi prima che si stabilisse l'impossibilità da parte di questo core di funzionare stabilmente a 5,33 GHz, era stato annunciato che Tejas, in virtù del suo particolare progetto sarebbe stato in grado di arrivare addirittura a 7 GHz con bus a 1200 MHz nel 2007, valori chiaramente esorbitanti. Di seguito sono riportati gli improbabili modelli di Tejas proposti da Intel nel febbraio 2003.
- 5,33 GHz - cache L2=1 MB, BUS a 1066 MHz
- 5,60 GHz - cache L2=1 MB, BUS a 1066 MHz
- 5,86 GHz - cache L2=1 MB, BUS a 1066 MHz
- 6,00 GHz - cache L2=2 MB, BUS a 1200 MHz
- 6,13 GHz - cache L2=1 MB, BUS a 1066 MHz
- 6,30 GHz - cache L2=2 MB, BUS a 1200 MHz
- 6,60 GHz - cache L2=2 MB, BUS a 1200 MHz
- 6,90 GHz - cache L2=2 MB, BUS a 1200 MHz
- 7,20 GHz - cache L2=2 MB, BUS a 1200 MHz

### Tejas per tutti i settori di mercato
Da Prescott, Intel ricavò il core Prescott-V per i Celeron D, destinati alla fascia economica del mercato, e anche da Tejas era previsto di ricavare una evoluzione per i Celeron, chiamata, analogamente, Tejas-V.
Ancora più difficilmente comprensibile, alla luce dei problemi dimostrati dal progetto, fu l'intenzione da parte di Intel di ricavare perfino una versione mobile di Tejas, presumibilmente una sorta di Mobile Pentium 4 da integrare nei sistemi notebook.

## La cessazione dello sviluppo di Tejas
Il 7 maggio 2004 Intel annunciò l'abbandono del progetto Tejas, poco dopo averne completato il tape-out: le motivazioni alla base della cancellazione non sono mai state rese note direttamente, ma si presume fossero legate alla difficoltà di contenere il consumo complessivo di questo processore, in abbinamento a frequenze di lavoro molto elevate; sembra infatti che un modello di Tejas con clock di 2,8 GHz, (quindi notevolmente al di sotto della prevista frequenza di introduzione) consumasse ben 150 W, contro i circa 100 W di un analogo modello basato su Prescott. Intel, del resto, stava già affrontando problemi di questo tipo con il core Prescott, soprattutto a frequenze di lavoro superiori a 3 GHz, le uniche tra l'altro che giustificassero in parte l'utilizzo di questo nuovo core, più lento a parità di clock rispetto al "vecchio" Northwood ma in grado, almeno sulla carta, di aumentare considerevolmente la frequenza massima raggiungibile. In fondo non c'erano inizialmente molti motivi per cui questa strategia non avrebbe dovuto funzionare: quando fu presentato il primo Pentium 4 Willamette, la stessa cosa accadeva nei confronti del Pentium III. I Pentium III a 1 GHz erano più veloci dei primi Pentium 4 a 1,4 GHz, a causa della maggiore efficienza della propria architettura, ma ormai lo sviluppo dei Pentium III non poteva più proseguire e la nuova architettura NetBurst dimostrò l'enorme scalabilità annunciata dai suoi sostenitori.
Assieme alla CPU Tejas anche lo sviluppo del core Jayhawk per gli Xeon DP subì uno stop. Considerando che Intel nel 2000 prevedeva di poter portare l'architettura del Pentium 4 fino a 10 GHz, questo resta l'insuccesso più pubblicizzato, se non più grave, nella storia del marchio.

## Il cambio di strategia
Questo brusco cambiamento di programma costrinse Intel ad anticipare di un anno l'uscita sul mercato delle soluzioni dual core Smithfield, inizialmente attese nel corso del 2006 e arrivate sul mercato invece nel maggio 2005 con il nome commerciale di Pentium D. Con questo tipo di processori le prestazioni aumentano in virtù della parallelizzazione del codice e non della frequenza di funzionamento sempre più elevata.

### Evoluzione dual core di Tejas?
I modelli più "spinti" della lista sovrastante avrebbero dovuto essere basati sulla revisione Tejas-C di Tejas indicata, in alcuni documenti con il nome alternativo di Cedarmill. Data la prematura sospensione del progetto Tejas, le informazioni riguardo a questa evoluzione Cedarmill sono molto scarse e soprattutto discordanti; probabilmente nemmeno Intel aveva ancora deciso completamente quali innovazioni avrebbe portato con sé il nuovo core. Si è parlato anche che Cedarmill potesse essere, non una versione di Tejas dal clock estremo ma una variante dual core.
In realtà un core chiamato Cedar Mill (attenzione, non Cedarmill) arrivò effettivamente sul mercato agli inizi del 2006, ma tale nome indicava ora un progetto decisamente diverso da quello originariamente previsto. Si trattava ancora di una soluzione single core, arrivata sul mercato sempre con il nome commerciale di Pentium 4 identificato però dai processor number 6x1 e 6x3 (a seconda che venisse o no implementata la tecnologia di virutalizzazione Vanderpool). Anch'esso, come i Pentium D Smithfield e i successivi Presler era basato sull'architettura NetBurst ma rispetto a Tejas aveva pretese decisamente più contenute, legate soprattutto alla diminuzione del consumo massimo e al miglioramento della resa produttiva abbinata al processo produttivo a 65 nm.

### La nuova architettura
Il passaggio ai processori dual core Pentium D, ha cambiato la strategia di Intel per il raggiungimento delle prestazioni ma essi erano ancora basati sull'ultima evoluzione dell'architettura NetBurst, introdotta con Prescott, e continuavano a soffrire di prestazioni deludenti (a confronto con la concorrenza) e alti consumi. La vera svolta si è avuta quando Intel ha abbandonato completamente l'architettura NetBurst per abbracciare a metà 2006 in tutti i settori di mercato la nuova Intel Core Microarchitecture, derivata da quella alla base del fortunato progetto Pentium M, molto più efficiente e dai consumi decisamente più contenuti. I primi rappresentanti della nuova architettura sono stati i Core 2 Duo Merom nell'ambito mobile, Conroe per il settore desktop, Woodcrest per gli Xeon DP e Tigerton per gli Xeon MP (il progetto originale Whitefield è stato cancellato).